# 瀧口義弘
瀧口 義弘（たきぐち よしひろ、1941年〈昭和16年〉1月13日 - ）は、銀行員を経て、多くのストリップ劇場を経営し、ストリッパーを全国に手配して、ストリップ業界で帝王と呼ばれた。桐かおるは、実姉である。

## 来歴・人物
福岡県宗像郡河東村に生まれた。福岡県立宗像高校を卒業後、福岡相互銀行に入行する。1975年（昭和50年）、34歳のとき、ストリッパーだった姉の桐かおるから突然掛かってきた一本の電話で、その日のうちに銀行に辞表を出して、1ヶ月の残務整理の後に、翌月には彼女が経営する木更津の木更津別世界で経理の仕事を始める。
瀧口義弘のストリップ業界に対する最大の功績は、
- 楽屋にヒモの出入りを禁止したこと、
- ヤクザに対するみかじめ料の支払いを拒否したこと、

の2点である。これらにより、踊り子にとって働きやすい労働環境を作ろうとし、ストリップ業界とそこで働く踊り子たちを反社会勢力による搾取から開放した。
諏訪フランス座の経営を最後に、2011年（平成23年）8月30日、70歳のとき、ストリップ業界から完全に引退した。